# Транспорт Чилі
Транспорт Чилі представлений автомобільним , залізничним , повітряним , водним (морським)  і трубопровідним , у населених пунктах  та у міжміському сполученні діє громадський транспорт пасажирських перевезень. Площа країни дорівнює 756 102 км² (38-ме місце у світі). Форма території країни — сильно видовжена в меридіональному напрямку (найбільше серед країн світу); максимальна дистанція з півночі на південь — 4270 км, зі сходу на захід — 177 км. Географічне положення Чилі дозволяє країні контролювати морські транспортні шляхи між Тихим і Атлантичним океанами (Магелланова протока) вздовж тихоокеанського узбережжя Південної Америки суден, що не проходять крізь Панамський канал; сухопутні коридори через південноандійські перевали до Аргентини.

## Автомобільний
Загальна довжина автошляхів у Чилі, станом на 2010 рік, дорівнює 77 764 км, з яких 18 119 км із твердим покриттям (2 387 км швидкісних автомагістралей) із твердим покриттям і 59 645 км без нього (61-ше місце у світі).

## Залізничний
Загальна довжина залізничних колій країни, станом на 2014 рік, становила 7 282 км (30-те місце у світі), з яких 3 428 км широкої 1676-мм колії (1 691 км електрифіковано), 3 853 км вузької 1000-мм колії.

## Повітряний
У країні, станом на 2013 рік, діє 481 аеропорт (15-те місце у світі), з них 90 із твердим покриттям злітно-посадкових смуг і 391 із ґрунтовим. Аеропорти країни за довжиною злітно-посадкових смуг розподіляються наступним чином (у дужках окремо кількість без твердого покриття):
- довші за 10 тис. футів (>3047 м) — 5 (0);
- від 10 тис. до 8 тис. футів (3047-2438 м) — 7 (5);
- від 8 тис. до 5 тис. футів (2437—1524 м) — 23 (11);
- від 5 тис. до 3 тис. футів (1523—914 м) — 31 (56);
- коротші за 3 тис. футів (<914 м) — 24 (319)[1].

У країні, станом на 2015 рік, зареєстровано 9 авіапідприємств, які оперують 173 повітряними суднами. За 2015 рік загальний пасажирообіг на внутрішніх і міжнародних рейсах становив 15,0 млн осіб. За 2015 рік повітряним транспортом було перевезено 1,39 млрд тонно-кілометрів вантажів (без врахування багажу пасажирів).
У країні, станом на 2013 рік, споруджено і діє 1 гелікоптерний майданчик.
Чилі є членом Міжнародної організації цивільної авіації (ICAO). Згідно зі статтею 20 Чиказької конвенції про міжнародну цивільну авіацію 1944 року, Міжнародна організація цивільної авіації для повітряних суден країни, станом на 2016 рік, закріпила реєстраційний префікс — CC, заснований на радіопозивних, виділених Міжнародним союзом електрозв'язку (ITU). Аеропорти Чилі мають літерний код ІКАО, що починається з — SC.

## Водний

### Морський
Головні морські порти країни: Коронел, Уаско, Ліркуен, Пуерто-Вантанас, Сан-Антоніо, Сен-Вісент, Вальпараїсо. СПГ-термінали для імпорту скрапленого природного газу діють у портах: Мехілонес, Квінтеро.
Морський торговий флот країни, станом на 2010 рік, складався з 42 морських суден з тоннажем більшим за 1 тис. реєстрових тонн (GRT) кожне (74-те місце у світі), з яких: балкерів — 13, суховантажів — 5, танкерів для хімічної продукції — 7, контейнеровозів — 2, газовозів — 1, пасажирських суден — 3, вантажно-пасажирських суден — 2, нафтових танкерів — 8, ролкерів — 1.
Станом на 2010 рік, кількість морських торгових суден, що ходять під прапором країни, але є власністю інших держав — 1 (Норвегії); зареєстровані під прапорами інших країн — 52 (Аргентини — 6, Бразилії — 1, Гондурасу — 1, Острову Мен — 9, Ліберії — 9, Панами — 14, Перу — 6, Сінгапуру — 6).

## Трубопровідний
Загальна довжина газогонів у Чилі, станом на 2013 рік, становила 3 160 км; трубопроводів зрідженого газу — 781 км; нафтогонів — 985 км; продуктогонів — 722 км.

## Державне управління
Держава здійснює управління транспортною інфраструктурою країни через міністерство транспорту і телекомунікацій. Станом на 14 грудня 2016 року міністерство в уряді Мішель Бачелет очолював Андрес Гомес-Лобо.

### Українською
- Атлас. 10-11 клас. Економічна і соціальна географія світу / упорядники :  О. Я. Скуратович, Н. І. Чанцева. — К. : ДНВП «Картографія», 2010. — ISBN 978-966-475-639-3.
- Атлас світу / голов. ред. І. С. Руденко ; зав. ред. В. В. Радченко ; відп. ред. О. В. Вакуленко. — К. : ДНВП «Картографія», 2005. — 336 с. — ISBN 9666315467.
- Безуглий В. В. Економічна і соціальна географія зарубіжних країн : Навчальний посібник. — К. : ВЦ «Академія», 2007. — 704 с. — ISBN 978-966-580-239-6.
- Безуглий В. В., Козинець С. В. Регіональна економічна і соціальна географія світу : Навчальний посібник. — видання 2-ге, доп., перероб. — К. : ВЦ «Академія», 2007. — 688 с. — ISBN 966-580-144-9.
- Головченко В., Кравчук О. Країнознавство: Азія, Африка, Латинська Америка, Австралія і Океанія. — К., 2006. — 335 с. — ISBN 966-8939-04-2.
- Дахно І. І. Країни світу: Енциклопедичний довідник / І. І. Дахно, С. М. Тимофієв. — К. : Мапа, 2011. — 606 с. — (Бібліотека нового українця) — ISBN 978-966-8804-23-6.
- Дахно І. І. Економічна географія зарубіжних країн : навчальний посібник. — К. : Центр учбової літератури, 2014. — 319 с. — ISBN 978-611-01-0682-5.
- Дорошенко В. І. Географія транспорту : Навчальний посібник / В. І. Дорошенко, К. Д. Діденко. — К. : Київський нац. ун-т ім. Т. Шевченка, 2010. — 183 с. — ISBN 978-966-439-329-1.
- Дубович І. А. Країнознавчий словник-довідник. — 5-те вид., перероб. і доп. — К. : Знання, 2008. — 839 с. — ISBN 978-966-346-330-8.
- Економічна і соціальна географія країн світу : Навчальний посібник / За ред. С. П. Кузика. — Л. : Світ, 2002. — 672 с. — ISBN 966-603-178-7.
- Зарубіжна транспортна географія : навчальний посібник / уклад. : Петрашевський О. Л. и др. — К. : Національний транспортний університет, 2015. — 95 с. — ISBN 978-966-632-227-5.
- Книш М. М., Мамчур О. І. Регіональна економічна і соціальна географія світу (Латинська Америка та Карибські країни, Африка, Азія, Океанія) : навч. посіб. — Л. : ЛНУ ім. Івана Франка, 2013. — 368 с. — ISBN 978-617-10-0007-0.
- Кузик С. П., Книш М. М. Економічна і соціальна географія країн Америки : навч. посіб. — Л. : ЛНУ ім. Івана Франка, 1999. — 299 с. — ISBN 966-613-026-2.
- Юрківський В. М. Регіональна економічна і соціальна географія. Зарубіжні країни : Підручник. — К. : Либідь, 2001. — 416 с. — ISBN 966-06-0092-5.

### Англійською
- (англ.) Modern Transport Geography / Hoyle, B. and R. Knowles (eds). — Second Edition,. — London : Wiley, 1998.
- (англ.) Rodrigue, J-P. The Geography of Transport Systems. — Fourth Edition. — N. Y. : Routledge, 2017. — 440 с. — ISBN 978-1138669574.
- (англ.) Taaffe E. J., Gauthier H. L. and O'Kelly M. E. Geography of transportation. — Second Edition. — N. Y. : Prentice Hall, 1996. — ISBN 0-13-368572-1.
- (англ.) Black, W. Transportation: A Geographical Analysis. — N. Y. : Guilford, 2003.

### Російською
- (рос.) Чили // Латинская Америка. Энциклопедический справочник [в 2-х тт.] / Главный редактор В. В. Вольский. — М. : Советская энциклопедия, 1982. — Т. 2. К-Я. — С. 566.
- (рос.) Максаковский В. П. Географическая картина мира. Книга I: Общая характеристика мира. — М. : Дрофа, 2008. — 495 с. — ISBN 978-5-358-05275-8.
- (рос.) Максаковский В. П. Географическая картина мира. Книга II: Региональная характеристика мира. — М. : Дрофа, 2009. — 480 с. — ISBN 978-5-358-06280-1.
- (рос.) Физико-географический атлас мира. — М. : Академия наук СССР и главное управление геодезии и картографии ГГК СССР, 1964. — 298 с.
- (рос.) Шаповал Н. С. Транспортная география и транспортные системы мира : учебное пособие. — К. : Центр учбової літератури, 2006. — 188 с. — ISBN 000-0000-00-4.
- (рос.) Экономическая, социальная и политическая география мира. Регионы и страны / под ред. С. Б. Лаврова, Н. В. Каледина. — М. : Гардарики, 2002. — 928 с. — ISBN 5-8297-0039-5.
- (рос.) Энциклопедия стран мира / глав. ред. Н. А. Симония. — М. : НПО «Экономика» РАН, отделение общественных наук, 2004. — 1319 с. — ISBN 5-282-02318-0.